# Agylla barbula
Agylla barbula là một loài bướm đêm thuộc phân họ Arctiinae, họ Erebidae.